# Shubham
Shubham (ur. 2003) – indyjski zapaśnik walczący w stylu wolnym.
Srebrny medalista MŚ wojskowych w 2025 i brązowy w 2024. Trzeci na mistrzostwach Azji U-23 w 2023 i 2024 roku.